# Geranomyia townsendi
Geranomyia townsendi là một loài ruồi trong họ Limoniidae. Chúng phân bố ở vùng Tân nhiệt đới.